# Nishio, Aichi
Nishio (西尾市 Nishio-shi, Tây Vĩ) là một thành phố thuộc tỉnh Aichi, Nhật Bản.
Thành phố được thành lập ngày 15 tháng 12 năm 1953.